# Strada Independenței din Bălți
Strada Independenței din Bălți (1918-1940 - Strada Regele Ferdinand I) se află în centrul orașului, realizând legătura acestuia cu cartierul Teioasa. Pe un plan din 1939 este indicată ca o stradă centrală a orașului Bălți, fiind paralelă cu strada Regele Carol I (în prezent - str. Ștefan cel Mare). Clădirile din acea perioadă era cu unu, două sau chiar trei nivele, având coloane doriene și corintice. În 1934 se construiește Catedrala Sfinții Împărați Constantin și Elena, la colț cu strada Bartello (prezent - str. 31 august 1989). Pe aceeași stradă, numai că mai aproape de centru se situează Casa Bodescu, care adăpostea Prefectura Județului Bălți. La dreapta de prefectură se afla cinematografele Moder și Lux, și teatrul La „Scala”. Vis-a-vis de cinematograful Moder se afla Biblioteca „Isac Șterenberg”. În aceează regiune erau amplasate diverse magazine, librării etc. În prezent aceste edeficii, cu excepția Casei Bodescu, au fost demolate, iar pe locul lor a fost amenajată Piața Vasile Alecsandri. În perioada postbelică strada a fost construită cu blocuri după proiecte-tip. Pe strada Independențeise află librăria „Prometeu”, Biblioteca pentru copii „Ion Creangă”, restaurantul „Nistru”, Clubul Meșterului Popular, Școala de arte plastice, restaurantul „Plovdiv”.